# Шимон Колецький
Шимон Пйотр Колецький  (пол. Szymon Piotr Kołecki, 12 жовтня 1981) — польський важкоатлет, олімпійський чемпіон.

## Виступи на Олімпіадах
| Олімпіада   | Дисципліна              | Місце |
| ----------- | ----------------------- | ----- |
| Сідней 2000 | середня важка категорія | 2     |
| Пекін 2008  | середня важка категорія | 1     |